# Gymnocalycium mostii
Gymnocalycium mostii (Gürke) Britton & Rose es una especie fanerógama perteneciente a la familia de las Cactaceae. 

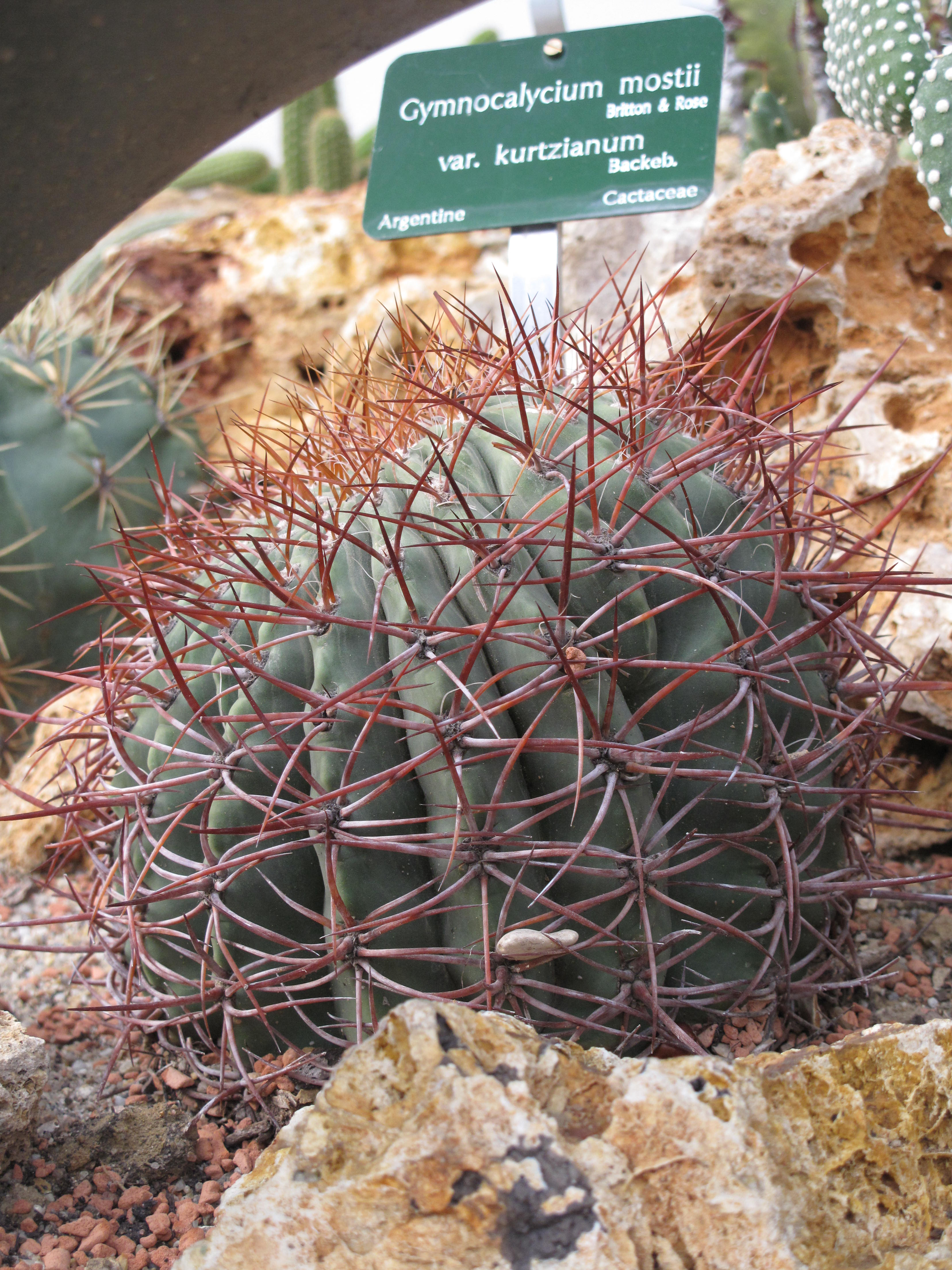
Vista de la planta

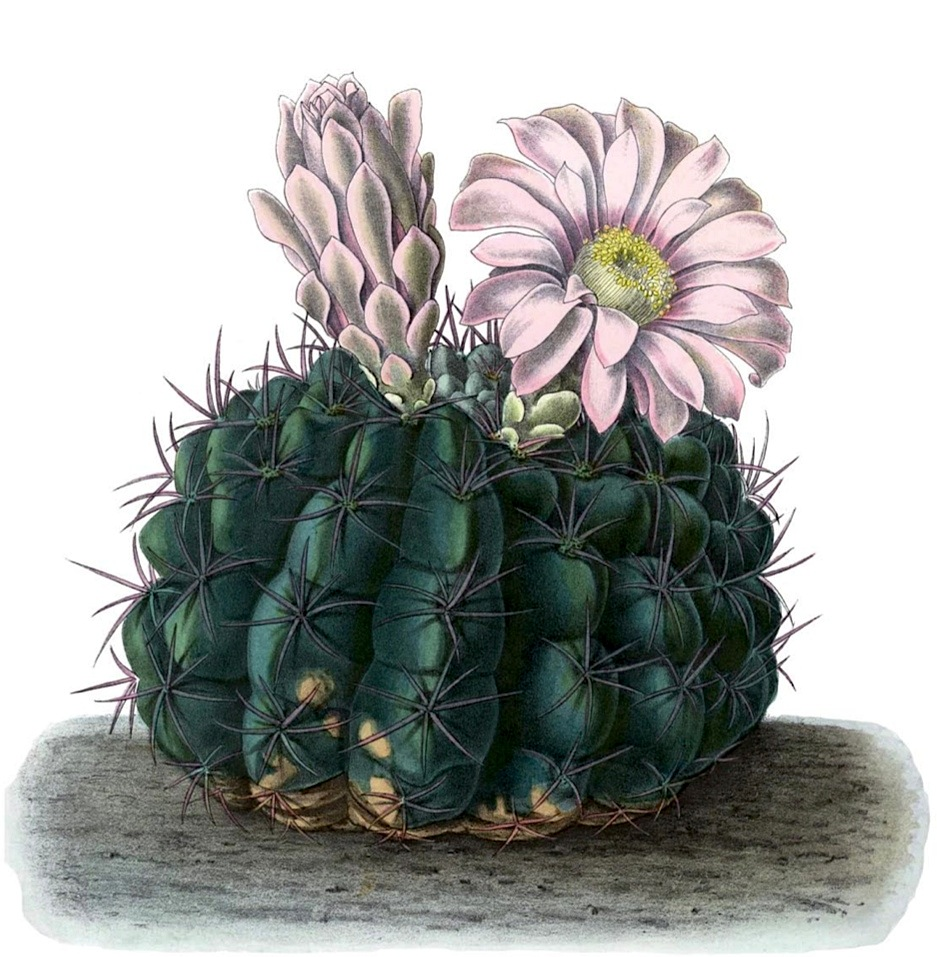
Ilustración

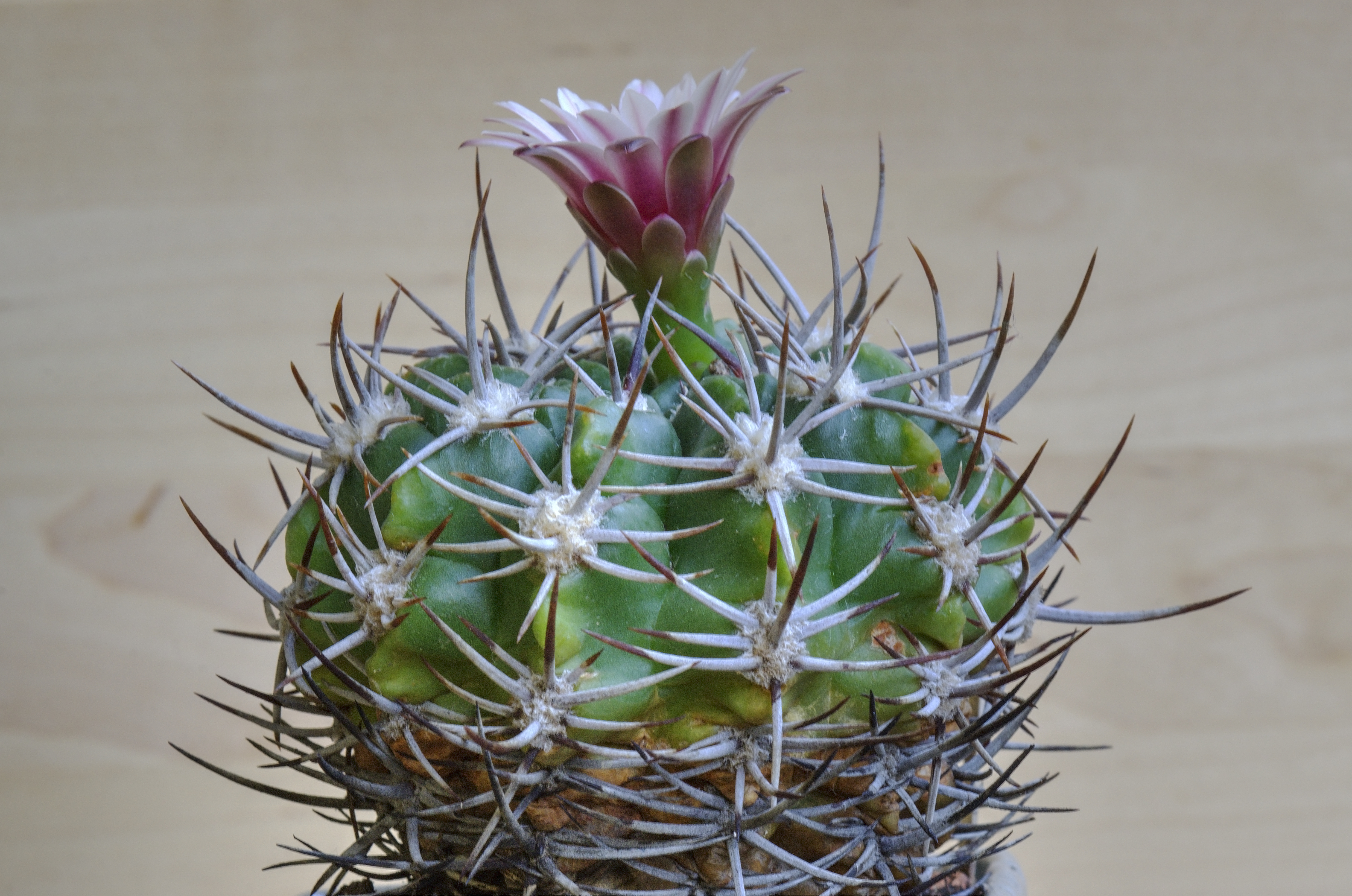
G.mostii con flor

## Distribución
Es endémica de Córdoba en Argentina. Es una especie común que se ha extendido por todo el mundo. La especie se encuentra en la Reserva Hídrica la Quebrada.

## Descripción
Gymnocalycium mostii crece individualmente con tallos de color verde oscuro, esféricos aplanados, con un diámetro que alcanza raramente los 20 cm y con una altura  6-7 cm. Las 11 a 14 costillas están profundamente dentadas y claramente divididos en cúspides. Las espinas son curvas y dce de color marrón amarillento y tienen una punta más oscuras que con la edad que se vuelvan grises. Tiene una o dos espinas centrales, de hasta 2 cm (raramente hasta 3 centímetros) de largo. Las siete a once (rara vez de tres) espinas radiales son de 0,6 a 2,2 centímetros de largo. Las flores son de color rosa pálido y puede tener un cuello más oscuro. Alcanzan una longitud de hasta 8 cm y tiene el mismo diámetro. Los frutos en forma de huevos  son de color pizarra a azul-verde y alcanzan un diámetro de hasta 1,5 centímetros y una longitud de hasta 2 cm.

## Taxonomía
Gymnocalycium mostii fue descrita por (Gürke) Britton & Rose y publicado en Addisonia; colored illustrations and popular . . . 3: 5. 1918.
Etimología
Gymnocalycium: nombre genérico que deriva del griego,  γυμνός (gymnos) para "desnudo" y κάλυξ ( kalyx ) para "cáliz" = "cáliz desnudo", donde refiere a que los brotes florales no tienen ni pelos ni espinas.
mostii epíteto otorgado en honor del recolector de plantas argentino Carlos Most.
Sinonimia
- Gymnocalycium grandiflorum
- Gymnocalycium mostii var. immemoratum
- Gymnocalycium tobuschianum
- Gymnocalycium immemoratum
- Gymnocalycium bicolor
- Echinocactus mostii
- Gymnocalycium valnicekianum
- Gymnocalycium valnicekianum var. bicolor[4][5]